# Anna dels mil dies
 Anna dels mil dies  (original: Anne of the Thousand Days) és un film britànic de Charles Jarrott, estrenat el 1969 i doblada al català.

## Argument
Rei des de fa prop de vint anys, Enric VIII d'Anglaterra, casat amb Caterina d'Aragó, que no li ha donat més que una filla, es consola amb amants ocasionals. En el transcurs d'una festa, coneix una dama de companyia de la seva dona, Anna Bolena, filla de Tomàs Bolena i germana d'una de les seves antigues amants. El rei cau sota el seu encant i demana llavors al seu canceller, el cardenal Wolsey, que faci el necessari.
Wolsey va doncs a veure Tomàs Bolena que no pot més que assentir a la demanda reial. Anna, promesa amb un jove duc, es nega tanmateix a ser la concubina del sobirà. Aquest trenca les esposalles i comença un procés que es fa cada vegada més apressant. Per fi, Anna li declara que no se li lliurarà fins que sigui la seva legítima esposa.
Wolsey se'n va doncs cap a Roma a demanar el divorci del seu sobirà però, el papa, presoner de l'emperador d'Espanya, nebot de Caterina d'Aragó, no gosa pronunciar-se. Decebut per Wolsey, Enric VIII el dimiteix. El seu nou conseller, Thomas Cromwell, li proposa llavors fer-se cap de l'Església d'Anglaterra, cosa que li permetrà aprovar ell mateix el divorci. Enric VIII se separa doncs de l'Església catòlica, assumint una part de les seves responsabilitats.
El rei es casa doncs amb Anna Bolena que li havia acabat fent l'amor poc temps abans. Queda embarassada però dona llum una nena, la futura Elisabet I d'Anglaterra. Obsessionat pel seu desig de tenir un hereu masculí, Enric es comença a desinteressar de la seva dona i cerca una altra dama de companyia. Anna torna a quedar embarassada però dona llum un fill mort.
Enric VIII aquesta vegada està decidit a divorciar-se de nou, però Thomas Cromwell li aconsella una altra solució. Anna és detinguda i portada a la Torre de Londres. Acusada d'adulteri amb un antic ministre i d'altres cortesans així com d'incest amb el seu germà, entra en un procés, però les actes d'acusació semblen poc creïbles. El rei la va a veure a la Torre de Londres i intenta persuadir-la d'acceptar un divorci, però la reina refusa. Acaba signant la seva acta d'execució. Anna Bolena és decapitada. Durant aquest temps, la petita Elizabeth s'exercita a fer de princesa en una de les sales del palau.

## Repartiment
- Richard Burton: Enric VIII d'Anglaterra
- Geneviève Bujold: Anna Bolena
- Irene Papas: La reina Caterina d'Aragó
- Anthony Quayle: El cardenal Thomas Wolsey
- John Colicos: Thomas Cromwell
- Michael Hordern: Thomas Bolena
- Katharine Blake: Elizabeth Bolena
- Valerie Gearon: Maria Bolena
- Michael Johnson: George Bolena
- Peter Jeffrey: Duc de Norfolk
- Joseph O'Conor: Bisbe Fisher
- William Squire: Thomas More
- Esmond Knight: Kingston
- Elizabeth Taylor: Una cortesana
- Kynaston Reeves: Willoughby
- Marne Maitland: Campeggio
- Nora Swinburne: Lady Kingston
- T.P. McKenna: Norris
- Vernon Dobtcheff: Mendoza l'ambaixador
- Terence Wilton:Lord Harry Percy
- Terence Mountain: El Botxí

## Al voltant de la pel·lícula
- El guió de la pel·lícula és basat en una obra teatral de Maxwell Anderson que va ser popular a Broadway al final dels anys 1940. La pel·lícula no va ser produïda abans perquè es parlava francament d'adulteri, d'il·legitimitat i d'incest i el codi de censura que existeix en aquell temps mai no hauria permès aquests temes.
- L'obra Ann of the Thousand Days va ser produïda a Broadway des del 8 de desembre de 1948 al 8 d'octubre de 1949. Hi va haver en total 288 representacions.
- El paper d'Anna Bolena va ser en principi proposat a Olivia Hussey que ho va refusar a causa de problemes personals.
- El paper va ser llavors ofert a Faye Dunaway que ho va refusar també.
- L'actriu que fa el paper de la cortesana que desarregla Caterina d'Aragó quan resa és Elizabeth Taylor, encara que el seu nom no surti als crèdits.
- Kate Burton, la filla de Richard Burton que tenia 12 anys aleshores té un petit paper a la pel·lícula.
- Les escenes interiors han estat rodades als Estudis Pinewood a Iver Heath al Buckinghamshire.
- Les escenes de caça han estat rodades a Richmond Park al Surrey, el més gran parc dels afores londinencs. Els jardins Tudor són els de Penshurst Place a Penshurst. El castell de Tomàs Bolena és el de Hever Castle. Les escenes que tenen relació amb el palau de Greenwich han estat rodades al Museu nacional marítim de Londres que era aleshores el Reial Naval College.

## Premis i nominacions

### Premis
- 1970. Oscar al millor vestuari per Margaret Furse
- 1970. Globus d'Or a la millor pel·lícula dramàtica
- 1970. Globus d'Or al millor director per Charles Jarrott
- 1970. Globus d'Or a la millor actriu dramàtica per Geneviève Bujold
- 1970. Globus d'Or al millor guió per John Hale, Bridget Boland i Richard Sokolove

### Nominacions
- 1970. Oscar a la millor pel·lícula
- 1970. Oscar al millor actor per Richard Burton
- 1970. Oscar al millor actor secundari per Anthony Quayle
- 1970. Oscar a la millor actriu per Geneviève Bujold
- 1970. Oscar a la millor direcció artística per Maurice Carter, Lionel Couch i Patrick McLoughlin
- 1970. Oscar a la millor fotografia per Arthur Ibbetson
- 1970. Oscar a la millor música d'una pel·lícula no musical, per Georges Delerue
- 1970. Oscar al millor so per John Aldred
- 1970. Oscar al millor guió adaptat per John Hale, Bridget Boland i Richard Sokolove
- 1970. Globus d'Or al millor actor dramàtic per Richard Burton
- 1970. Globus d'Or a la millor banda sonora original per Georges Delerue
- 1970. Globus d'Or al millor actor secundari per Anthony Quayle
- 1971. BAFTA al millor vestuari per Margaret Furse
- 1971. BAFTA a la millor direcció artística per Maurice Carter